# Головатишки
Голова́тишки (бел. Галавацішкі, пол. Hołowaciszki) — хутор в Сморгонском районе Гродненской области Белоруссии.
Входит в состав Кревского сельсовета.
Расположен в юго-западной части района. Расстояние до районного центра Сморгонь по автодороге — чуть менее 36 км, до центра сельсовета агрогородка Крево по прямой — около 6.5 км. Ближайшие населённые пункты — Каменица, Коптевичи, Коренды. Площадь занимаемой территории составляет 0,0420 км², протяжённость границ 1530 м.

## История
Хутор отмечен на карте Шуберта (середина XIX века) под названием Головачишки в составе Кревской волости Ошмянского уезда Виленской губернии. В описи 1865 года хутор значился как застенок Голованьтишки в деревенском округе Чухны, часть имения Крево.
После Советско-польской войны, завершившейся Рижским договором, в 1921 году Западная Белоруссия отошла к Польской Республике и хутор был включен в состав новообразованной сельской гмины Крево Ошмянского повета Виленского воеводства.
В 1938 году Головатишки насчитывали 2 дыма (двора) и 14 душ.
В 1939 году, согласно секретному протоколу, заключённому между СССР и Германией, Западная Белоруссия оказалась в сфере интересов советского государства и её территорию заняли войска Красной армии. Хутор вошёл в состав новообразованного Сморгонского района Вилейской области БССР. После реорганизации административного-территориального деления БССР хутор был включён в состав новой Молодечненской области в 1944 году. В 1960 году, ввиду новой организации административно-территориального деления и упразднения Молодечненской области, Головатишки вошли в состав Гродненской области.
До 2008 года хутор входил в состав Ордашинского сельсовета.

## Население
| 1938 | 1999 | 2009 |
| ---- | ---- | ---- |
| 14   | 9    | 4    |

## Транспорт
В нескольких стах метров к югу от Головатишек проходит автомобильная дорога местного значения Н6727 Коптевичи — Коренды — Ордаши — Боярск.